# بول مارتن (ممثل)
بول مارتن (بالإنجليزية: Paul Martin)‏ (و. 1899 – 1967 م) هو ممثل، ومخرج أفلام، وكاتب سيناريو مجري، ولد في كلوج نابوكا، توفي في برلين، عن عمر يناهز 68 عاماً.

## وصلات خارجية
- بول مارتن على موقع IMDb (الإنجليزية)
- بول مارتن على موقع ألو سيني (الفرنسية)
- بول مارتن على موقع ميوزك برينز (الإنجليزية)
- بول مارتن على موقع قاعدة بيانات الأفلام السويدية (السويدية)
- بول مارتن على موقع قاعدة بيانات الفيلم (الإنجليزية)
- بول مارتن على موقع كينوبويسك (الروسية)

- بول مارتن في قاعدة بيانات الأفلام على الإنترنت